# Comité Olímpico de Tailandia
El Comité Olímpico Nacional de Tailandia es el organismo encargado de gestionar la participación de los atletas tailandeses en los diferentes eventos olímpicos. Su sede está ubicada en Bangkok. Es una organización sin fines de lucro que selecciona equipos y recauda fondos para enviar competidores de Tailandia a eventos olímpicos organizados por el Comité Olímpico Internacional (COI), eventos de los Juegos Asiáticos organizados por el Consejo Olímpico de Asia y eventos de los Juegos del Sudeste Asiático organizados por La Federación de Juegos del Sudeste Asiático.

## Presidentes
| Lista de presidentes | Lista de presidentes                  | Lista de presidentes | Lista de presidentes | Lista de presidentes |
| No.                  | Presidente (Nacimiento–Fallecimiento) | Término              | Término              |                      |
| No.                  | Presidente (Nacimiento–Fallecimiento) | Desde                | Hasta                |                      |
| -------------------- | ------------------------------------- | -------------------- | -------------------- | -------------------- |
| 1                    | Phraya Jindarak (1891–1966)           | 1948                 | 1965                 |                      |
| 2                    | Praphas Charusathien (1912–1997)      | 1965                 | 1973                 |                      |
| 3                    | Dawee Chullasapya (1914–1996)         | 1974                 | 1996                 |                      |
| 4                    | Suraphon Bunkichsophon                | 1996                 | 1997                 |                      |
| 5                    | Chetta Thanajaro (1938–)              | 1997                 | 2001                 |                      |
| 6                    | Yuthasak Sasiprapha (1937–)           | 2001                 | 2017                 |                      |
| 7                    | Prawit Wongsuwan (1945–)              | 2017                 | Presente             |                      |